# 5-й Верхний Михайловский проезд
5-й Ве́рхний Миха́йловский прое́зд (до 1924 года — 5-й Миха́йловский (да́чный) прое́зд) — проезд, расположенный в Южном административном округе города Москвы на территории Донского района.

## История
Ранее носил название Пя́тый Миха́йловский (да́чный) прое́зд, в 1924 году получил современное название. Слово «Михайловский» в названии дано проезду по фамилии одного из домовладельцев, на земле которого был проложен.

## Расположение
Проходит на восток от Верхнего Михайловского Поперечного проезда, с юга к нему примыкает 2-й Рощинский проезд. Нумерация домов начинается от Верхнего Михайловского Поперечного проезда.

## Примечательные здания и сооружения
По нечётной стороне:
По чётной стороне:

## Транспорт

### Наземный транспорт
По 5-му Верхнему Михайловскому проезду не проходят маршруты наземного общественного транспорта. К северо-востоку от проезда, в 1-м Рощинском проезде, расположена остановка «3-й Верхний Михайловский проезд» трамваев 26, 38.

### Метро
- Станция метро «Ленинский проспект» Калужско-Рижской линии — западнее проезда, на пересечении Третьего транспортного кольца с Ленинским проспектом и улицей Вавилова.
- Станция метро «Шаболовская» Калужско-Рижской линии — севернее проезда, на пересечении улицы Академика Петровского с улицей Шаболовкой.
- Станция метро «Тульская» Серпуховско-Тимирязевской линии — восточнее проезда, на Большой Тульской улице.